# Liste d'idiotismes botaniques en français
La langue française comprend de nombreux idiotismes botaniques (des idiotismes en rapport avec les végétaux), dont un certain nombre sont mentionnés ci-dessous.
- Haut – A
- B
- C
- D
- E
- F
- G
- H
- I
- J
- K
- L
- M
- N
- O
- P
- Q
- R
- S
- T
- U
- V
- W
- X
- Y
- Z

## A
- amande
  - avoir les yeux en amande : avoir les yeux bridés
- arbre
  - l'arbre cache la forêt : un détail cache l'ensemble des choses.
  - les arbres ne montent pas jusqu'au ciel : les cours de bourse ne peuvent monter indéfiniment.
- artichaut
  - avoir un cœur d'artichaut : 
    - avoir le cœur trop tendre[1]
    - s’éprendre facilement et sans discernement de toute personne attirante[2].
- abricot
  - avoir l'abricot en folie : atteindre le comble de l'excitation (argot).
  - abricot fendu : sexe de la femme (argot).

L'as tu vu l'abricot d'la cantinière,
L'as tu vu son p'tit abricot fendu;
Il est noir, noir et blanc,
Il est fendu, par derrière,
Il est noir, noir et blanc,
Il est fendu par devant.
Maurice Fombeure, Soldat (Gallimard, 1935)
- asperge
  - c'est une asperge (en parlant d'une personne) : personne trop grande et trop maigre[3].
- aubergine
  - une aubergine (en France) : préposée au contrôle du stationnement (à cause de la couleur de l'uniforme) ; appelées auparavant pervenche, pour la même raison[4].
- avoine
  - prendre une avoinée : recevoir une correction cinglante.

## B
- bambou
  - coup de bambou : 
    1. brusque fatigue, mais aussi  coup de chaleur,
    2. dérangement du cerveau[5].

  - c'est le coup de bambou : c'est trop cher[réf. nécessaire]
- banane
  - coiffure en banane : style de coiffure que portaient les premiers rockers.
  - avoir la banane : avoir un grand sourire ou être en grande forme.
  - va donc, eh banane ! (populaire) : espèce d'imbécile !
  - se faire bananer : avoir été joué, escroqué.
- baobab
  - avoir un baobab dans la main : être extrêmement paresseux.
- blé
  - manger son blé en herbe : dilapider ses biens[6].
  - avoir du blé : avoir de l'argent.
  - être fauché comme les blés : ne plus avoir un sou.
- bois
  - du bois dont on fait les flûtes : homme timoré, qui adopte facilement l’opinion dominante.
  - toucher du bois : chasser la mauvaise fortune, provoquer la chance [7].
  - corvée de bois : basse besogne en jargon militaire.
  - être du bois dont on fait les (présidents, grands personnages, etc.): avoir les aptitudes à des hautes fonctions.
  - ne pas être de bois : être sensible, fragile.
- branche
  - scier la branche sur laquelle on est assis : compromettre sa propre position.
  - vieille branche : vieux copain.

## C
- cacahuète
  - ne pas valoir une cacahuète : ne pas valoir grand chose.
- café
  - fort de café : difficile à admettre, à croire ; exagéré.
- calebasse
  - tête [8].
- carotte
  - les carottes sont cuites : tout est perdu[9].
  - marcher à la carotte : être mû par l'appât du gain[9].
  - manier le bâton et la carotte : motiver successivement par la menace et la récompense.
  - bœuf-carotte : membre de la police des polices (IGPN).
- cerise
  - la cerise sur le gâteau: élément final qui achève un tout plus important.
  - se refaire la cerise: en cyclisme, récupérer après un effort.
- champignon
  - appuyer sur le champignon : accélérer.
  - un champignon atomique: un type de nuage dû à une explosion nucléaire.
  - une ville-champignon : ville nouvelle à très forte croissance démographique.
- châtaigne
  - une châtaigne : un coup de poing
  - se prendre une châtaigne : subir un choc électrique.
- chêne
  - solide comme un chêne
- chou
  - bête comme chou : enfantin, facile[10].
  - bout de chou : bébé ou jeune enfant (positif).
  - faire chou blanc : échouer.
  - se monter le chou : se faire des illusions.
  - se prendre le chou : se disputer.
  - une feuille de chou : 
    - un journal d'information banal
    - une oreille.

  - ménager la chèvre et le chou : essayer de se concilier deux parties adverses. Agir de façon à ne pas contrarier deux parties antagonistes.
  - faire ses choux gras de ... : se régaler de ...
- chou-fleur
  - oreilles en chou-fleur : oreilles déformées, décollées.
- citron
  - le citron (argotique) : la tête[11].
  - courir sur le citron : importuner.
  - presser le citron : surexploiter les gens[11].
  - se presser le citron : se creuser la tête ; faire un effort intellectuel pénible[11]
- citrouille
  - avoir la tête comme une citrouille : être fatigué, avoir de nombreuses préoccupations.
  - ne rien avoir dans la citrouille : être stupide.
- cocotier
  - secouer le cocotier : se débarrasser des improductifs. Faire évoluer brusquement une situation trop stable.
  - décrocher le cocotier : arriver au but.
- cornichon
  - un cornichon : une personne pas très futée.
- coton
  - filer un mauvais coton : avoir la santé qui se dégrade, avoir sa réputation compromise.

## E
- échalote
  - faire la course à l’échalote : course poursuite en serrant de près le poursuivi.
- endive
  - blanc comme une endive : extrêmement pâle.
- épinard
  - mettre du beurre dans les épinards : faciliter  la situation.

## F
- fayot (haricot en argot)
  - faire le fayot : faire du zèle.
  - fayoter : rapporter pour se faire bien voir.
- feuille
  - être dur de la feuille : être sourd.
  - trembler comme une feuille : trembler de peur (ou de froid).
  - feuille de chou : oreille, journal.
- figue
  - figue : l'un des nombreux mot argotiques pour désigner le sexe de la femme.
  - mi-figue, mi-raisin : ambigu.
- fleur
  - être fleur bleue : être très romantique, voire naïf[12].
  - (partir) la fleur au fusil :  partir à la guerre avec naïveté et plein d'espoir, pas extension, être naïf.
  - couvrir de fleurs : combler d'éloges (voir tresser des lauriers).
  - à la fleur de l'age : avant la vieillesse.
  - être à fleur de peau : avoir la sensibilité émotionnelle exacerbée.
- fleurette
  - fleurette : propos galants (conter fleurette : cherche à séduire quelqu'un).
- foin
  - chercher une aiguille dans une botte de foin : chercher une chose quasiment impossible à trouver.
  - faire du foin : faire du tapage, du scandale.
  - bête à manger du foin : stupide, idiot
- fraise
  - être aux fraises : être à côté du sujet, avoir la tremblote.
  - avoir envie de fraise : être enceinte ou penser l'être.
  - sucrer les fraises : trembler des mains à cause de la sénilité, l'alcool ou la maladie[13].
  - ramener sa fraise : la ramener, y mettre son « grain de sel » (plus proche du commérage).
  - aller aux fraises : chercher un endroit isolé pour des ébats amoureux, avoir un pantalon trop court, errer sans but.

## G
- gland
  - gland (vulgaire) : imbécile (quel gland, ce type !).
  - glander : ne rien faire, faire semblant de travailler.
- graine
  - casser la graine : manger.
  - en prendre de la graine : prendre pour exemple.
  - mauvaise graine : individu mauvais qui suscite le mépris.
- grain
  - avoir du grain à moudre : avoir matière à réflexion.
  - grain : en navigation, orage violent, soudain et de courte durée, accompagné d'un  vent fort et d'averses, de pluie ou de grêle.
  - avoir un grain : être un peu fou.
- guigne (petite cerise)
  - guigne : petite chose.
  - s'en soucier comme une guigne : n'y attacher aucune importance.

## H
- haricot
  - courir sur le haricot : importuner.
  - c'est la fin des haricots : c'est la fin de tout.
  - travailler pour des haricots : travailler pour rien.
  - avoir la ligne haricot vert : être très mince.
  - un haricot : autre mot pour désigner un bassin réniforme.
- herbe
  - l'herbe est toujours plus verte ailleurs : on imagine toujours que la situation est meilleure ailleurs.
  - couper l'herbe sous le pied : devancer quelqu'un.
  - mauvaise herbe : mauvaise personne.
  - pousser comme de la mauvaise herbe : se développer rapidement.

## I
- ivraie
  - trier le bon grain de l'ivraie : extraire les bonnes choses parmi les mauvaises.
  - mauvaise herbe

## L
- lauriers
  - se reposer sur ses lauriers : ne rien faire en profitant d'une situation acquise.
  - tresser des lauriers : combler d'éloges  (voir couvrir de fleurs).
- légume
  - un légume : un malade à l'état végétatif.
  - grosse légume : personnage important.

## M
- marguerite
  - effeuiller la marguerite : supputer les chances qu'une personne nous aime.
- marron
  - avocat marron : avocat malhonnête et corruptible.
  - un marron : un coup de poing.
  - être marron : ne tirer aucun bénéfice de ses efforts.
  - médecin marron : médecin malhonnête et corruptible, médecin pratiquant des avortements criminels.
  - tirer les marrons du feu : faire le plus dur d'un travail pour le bénéfice d'un autre (en référence à La Fontaine).
  - marronnier (journalisme) : article d'information de faible importance meublant une période creuse, consacré à un événement récurrent et prévisible.
  - nègre marron ou negmarron : esclave fugitif auteur d'un marronnage.

- melon
  - avoir le melon : avoir la grosse tête.
  - argot ancien, péjoratif : arabe.

- mouron (plante des prés à fleurs rouges)
  - c'est pas du mouron pour ton serin : tu vises trop haut; cette fille là est trop bien pour toi.
  - se faire du mouron : se faire du souci.
- mousse
  - pierre qui roule n'amasse pas mousse : une vie instable n'apporte pas la richesse.

## N
- navet
  - un navet : un mauvais film.
  - avoir du jus/sang de navet : manquer de vigueur, de courage.
- nèfle
  - des nèfles : bien peu de choses.
  - travailler pour des nèfles : travailler pour rien.
- noix
  - à la noix : sans aucune valeur.
  - noix de côtelette : partie la plus charnue de la côtelette.
  - noix de veau : pièce de viande (dans la cuisse).
  - une noix de beurre : en cuisine, quantité équivalent à la taille d'une noix.
  - coquille de noix : embarcation frêle facilement submersible.

## O
- oignon
  - montre de gousset (en forme d'oignon).
  - en rang d'oignons : sur une unique ligne[14].
  - aux petits oignons : Avec beaucoup de soin ou d'attention[14].
  - s'occuper de ses oignons : s'occuper de ses affaires[14].
  - l'avoir dans l'oignon : subir un échec (argot, l'oignon désignant l'anus).
  - pelure d'oignon : couleur rouge orangé (pour un vin).
  - oignon (populaire) : hallux valgus, difformité des gros orteils.
  - s'habiller en pelure d'oignon : Se vêtir de plusieurs couches de vêtements[14].
- ortie
  - jeter le froc (ou la soutane) aux orties : renoncer aux ordres religieux, démissionner.
  - ne pas pousser grand-mère dans les orties : ne pas abuser d'une situation déjà généreuse.
- oseille
  - oseille : argent, richesse[15].

## P
- pastèque
  - avoir la tête comme une pastèque : voir « avoir la tête comme une citrouille ».
- paille
  - bête à manger de la paille : niais, stupide, idiot  (voir « bête à manger du foin »).
  - homme de paille : un homme qui couvre de son nom les écrits et les actes.
  - chercher la paille dans l'œil de son voisin...
- patate
  - en avoir ras la patate : être excédé.
  - en avoir gros sur la patate : être très triste.
  - refiler la patate chaude : se défausser sur un autre d'un problème embarrassant.
  - va donc, eh patate ! (injurieux) : espèce d'imbécile. (voir banane).
  - avoir la patate : être en forme.
  - rouler en chasse-patates : en cyclisme, être entre deux groupes sans réussir à rattraper le premier et sans se faire rattraper par le second.
  - une patate = 10 000 francs (note par extension dix patates = 100 000 francs et cent patates 1 000 000 francs).
  - gros(se) comme un patate : terme enfantin pour désigner quelqu'un d'enveloppé ou d'obèse.
  - être chaud patate : être motivé, prêt à relever un défi, une activité compliquée.
  - être dans les patates : être dans l'erreur.
  - et patati et patata : etc., etc.
- pêche
  - avoir la pêche : être en forme.
  - se prendre une pêche en pleine poire : un coup dans la figure.
  - être pêchu (pour un objet): avoir du goût, de la classe, de l'intérêt.
  - poser une pêche : déféquer.
- pépin
  - avoir un pépin : rencontrer un ennui imprévu.
- piment
  - mettre du piment (dans sa vie, son histoire) : rendre plus excitant.
- pissenlit
  - manger les pissenlits par la racine : être mort.
- pistil
  - (vulgaire) tu m'broutes le pistil : tu m'casses les pieds, tu m'embêtes.
- pivoine
  - être rouge comme une pivoine : avoir le visage rouge.
- poire
  - une (bonne) poire : quelqu'un qui se laisse faire, quelqu'un de purement naïf.
  - garder une poire pour la soif : savoir être prévoyant.
  - en pleine poire : en plein visage.
  - couper la poire en deux : donner raison à chaque adversaire, partager équitablement.
  - entre la poire et le fromage : entre deux situations, à un instant perdu.
  - se fendre la poire : rire aux éclats, rire franchement.
  - avaler des poires d'angoisse : vivre une situation très pénible.
- poireau
  - faire le poireau, poireauter : attendre longtemps sans bouger[16].
  - un poireau (patois picard) : une verrue.
  - se dégorger le poireau (vulgaire) : se masturber ou avoir un acte sexuel (pour un homme).
  - un poireau : participant à une course de moto, sans expérience ou sans palmarès[17].
  - le poireau : le  mérite agricole .
- poirier
  - faire le poirier : se tenir en équilibre sur les mains, les pieds en l'air et la tête en bas.
- pois
  - avoir un petit pois dans la tête : se dit d'une personne pas très futé.
  - purée de pois : brouillard épais.
- pois chiche
  - désigne familièrement la tête.
- pomme
  - être haut comme trois pommes : ne pas être très grand.
  - pomme d'Adam : la glotte ; sa saillie étant plus visible chez l'homme (référence à la pomme donnée par Ève à Adam qui serait restée « coincée »).
  - tomber dans les pommes : s'évanouir, tomber en pâmoison.
  - une pomme : quelqu'un de crédule.
  - en avoir gros sur la pomme : être plein de dépit.
  - c'est pour ma pomme ? : c'est pour moi ?
  - la pomme de discorde : le sujet d’une dispute.
  - croquer la pomme : succomber à la tentation.
- prune
  - prendre une prune : recevoir un bon coup, écoper d'une contravention.
  - une prune : une contravention.
  - pour des prunes : pour rien.
  - une prune : un renflement, une ecchymose.
- pruneau
  - un pruneau : une balle d'arme à feu.

## R
- racine
  - prendre racine : s'établir, attendre longtemps au même endroit.
  - renouer avec ses racines : se réconcilier avec ses origines.
  - arracher les racines : extirper les origines.
  - avoir des racines :  avoir des origines.
  - comprendre les racines : reconnaître les origines.
  - couper le mal à la racine : faire radicalement disparaître le mal.
  - manger les pissenlits par la racine : être mort.
  - racines ancestrales : origines antiques.
  - racines lointaines : origines reculées.
- radis
  - n'avoir plus un radis, être sans un radis : ne plus avoir un sou, être sans ressources.
- raisin
  - mi-figue, mi-raisin : entre l’agréable et le désagréable.
  - mi-figue, mi-raisin : être satisfait et mécontent à la fois.
  - être raisin : être en état d'ébriété avancé.
- ronce
  - ne pas avoir le cul sorti des ronces : être dans une situation difficile dont on ne voit pas encore l'issue.
- rose
  - être frais comme une rose : avoir un joli teint, l'air reposé.
  - ne pas sentir la rose : sentir mauvais.
  - envoyer sur les roses : éconduire.
  - découvrir le pot aux roses : découvrir la vérité.
  - une histoire à l'eau de rose : une histoire sentimentale un peu mièvre.
  - il n'est pas de rose sans épines : tout plaisir comporte sa part de peine, rien n'est parfait.
  - feuille de rose : anulingus.
  - belle comme une rose : très belle.

## S
- salade
  - raconter des salades, faire des salades : donner des explications confuses et fausses.
  - quelle salade ! : quelle confusion.
  - panier à salade : fourgonnette de police.
  - vendre sa salade : convaincre les gens de quelque chose, par exemple en politique.
  - fatiguer une salade : remuer, mélanger la salade afin que l'assaisonnement soit réparti sur toutes les feuilles de manière homogène.
  - en salade : en art culinaire, (ingrédients) servis ensemble, dans un même plat.
- sapin
  - ça sent le sapin : la fin est proche, ça sent la mort, en référence à l'odeur d'un cercueil fabriqué en sapin[18].
  - passer un sapin à quelqu'un : arnaquer.
  - un costard (costume) en sapin : un cercueil[18].
  - un sapin : taxi (auparavant, fiacre, du fait que le plancher était en bois).

## T
- tabac
  - coup de tabac : tempète
  - faire un tabac : avoir du succès
- thé
  - c'est pas ma tasse de thé : cela ne m'intéresse pas.
- tomate
  - une tomate : au bistrot, un mélange de pastis et de sirop de grenadine.
  - être rouge comme une tomate : avoir le visage rouge.
  - une tomate (québécois) : un dollar.